# A Little Ain't Enough
| Оценки критиков      | Оценки критиков |
| Источник             | Оценка          |
| -------------------- | --------------- |
| AllMusic             | [ 3 ]           |
| Entertainment Weekly | B+              |
| Los Angeles Times    | [ 5 ]           |
| Rolling Stone        | [ 6 ]           |

A Little Ain't Enough (с англ. — «Мало — Недостаточно») — третий студийный альбом американского рок-музыканта и бывшего вокалиста группы Van Halen Дэвида Ли Рота, выпущенный 15 января 1991 года, на лейбле Warner Bros. Он был сертифицирован как золотой 11 апреля 1991 года. Спродюсированный Бобом Роком, альбом включал соло-гитару Джейсона Беккера, в то время начинающего гитариста, у которого был диагностирован Боковой амиотрофический склероз (БАС, она же болезнь Лу Герига) через неделю после присоединения к группе. Ему удалось закончить запись альбома, но он не смог отправиться в тур в поддержку альбома, так как его состояние оставляло у него мало сил в руках.

## Об альбоме
После того, как Рот не смог добиться того же успеха со своим альбомом Skyscraper (продюсером которого был он сам), который добился его дебютный альбом Eat 'Em and Smile, он вернул производство в руки постороннего человека и нанял Боба Рока, который уже успешно работал с Mötley Crüe (Dr. Feelgood), для работы над записями.
Стив Вай ушёл в Whitesnake после тура Skyscraper Tour, а Билли Шихан ушёл, чтобы основать Mr. Big, поэтому Рот также должен был позаботиться о новых музыкантах. Он решил разделить ведущие и ритм-партии вместо одного гитариста и нанял Джейсона Беккера и Стив Хантер в качестве гитаристов для группы. На замену Шихану появился Мэтт Биссонетт, брат ударника Грегга Биссонетта. Бретт Таггл, который уже играл на клавишных в Skyscraper, теперь был твёрдо принят. Помимо музыкантов группы, в альбоме участвовала и духовая группа. В написании песен для альбома на этот раз также участвовали посторонние музыканты, в том числе Робби Невил и бывший гитарист Dio Крэйг Голди.
Альбом ознаменовал начало коммерческого спада Рота, учитывая падение продаж по сравнению с его предыдущими двумя альбомами. В течение года выпуска альбома гранж-движение в Сиэтле начало кардинальные изменения в роке, и основная аудитория считала, что бренд глэм-метала Рота устаревает. Хотя альбом вышел из печати на Warner Bros. лейблом в 1996 году, позже он был переиздан (в ремастированном виде) в 2007 году на лейбле Friday Music.
На MTV США сингл A Lil' Ain't Enough был относительно успешным на короткое время, так как видеоклип, в котором были показаны скудно одетые женщины и странно одетые карлики, вызвал переполох и стал предметом споров. Поэтому его довольно быстро исключили из программы радиостанции.
Тур в поддержку альбома был успешным в Европе, но американский этап, поддержанный Extreme и Cinderella, обернулся финансовым провалом, с низкой посещаемостью и отменой трети концертов из-за плохой продажи билетов. Сет-листы были сокращены, а песни с текущего альбома удалены по мере продолжения тура по США.
В составе гастролирующей группы были Оззи Осборн и гитарист из Lizzy Borden Джо Холмс, басист из Hardline Тодд Дженсен, давние коллеги Брэтт Таггл и Грегг Биссонетт, а на первых нескольких концертах Дези Рекс из D'Molls в качестве второго гитариста.

## Список композиций
| №                   | Название              | Автор(ы)                                 | Перевод             | Длительность |
| ------------------- | --------------------- | ---------------------------------------- | ------------------- | ------------ |
| 1.                  | «A Lil' Ain't Enough» | Дэвид Ли Рот, Робби Невил                | Мало — Недостаточно | 4:42         |
| 2.                  | «Shoot It»            | Рот, Невил, Грегг Биссонетт, Брэтт Таггл | Застрели Это        | 4:13         |
| 3.                  | «Lady Luck»           | Рот, Крэйг Голди                         | Госпожа Удача       | 4:40         |
| 4.                  | «Hammerhead Shark»    | Рот, Эрик Лоуэн, Престон Стёрджес        | Акула-Молот         | 3:34         |
| 5.                  | «Tell the Truth»      | Рот, Таггл, Стив Хантер                  | Говори Правду       | 5:18         |
| 6.                  | «Baby's on Fire»      | Рот, Таггл, Хантер                       | Малышка в Огне      | 3:22         |
| Общая длительность: | Общая длительность:   | Общая длительность:                      | Общая длительность: | 25:49        |

| №                   | Название              | Автор(ы)                                                | Перевод             | Длительность |
| ------------------- | --------------------- | ------------------------------------------------------- | ------------------- | ------------ |
| 7.                  | «40 Below»            | Рот, Таггл, Хантер                                      | 40 Ниже             | 4:54         |
| 8.                  | «Sensible Shoes»      | Рот, Стёрджес, Деннис Морган                            | Разумная Обувь      | 5:09         |
| 9.                  | «Last Call»           | Рот, Таггл, Г. Биссонетт, Мэтт Биссонетт, Рокет Ритчотт | Последний Звонок    | 3:22         |
| 10.                 | «The Dogtown Shuffle» | Рот, Таггл, Хантер                                      | Шаффл Догтауна      | 4:58         |
| 11.                 | «It's Showtime!»      | Рот, Джейсон Беккер                                     | Пришло Время Шоу!   | 3:46         |
| 12.                 | «Drop in the Bucket»  | Рот, Беккер                                             | Капля в Ведро       | 5:05         |
| Общая длительность: | Общая длительность:   | Общая длительность:                                     | Общая длительность: | 27:14        |

## Участники Записи
| Группа - Дэвид Ли Рот — вокал, гармоника - Джейсон Беккер — соло-гитара - Стив Хантер — ритм-гитара, слайд-гитара - Мэтт Биссонетт — бас-гитара, вокал - Грегг Биссонетт — ударные, перкуссия - Брэтт Таггл — клавишные, вокал Приглашённые Музыканты - Джон Вебстер — клавишные - Пол Барон — духовые инструменты - Дерри Бирн — духовые инструменты - Том Кинлисайд — духовые инструменты - Ян Путц — духовые инструменты - Марк Лафранс — бэк-вокал - Дэвид Стил — бэк-вокал - Джим Макгиллверэй — перкуссия | Продюсирование - Боб Рок — продюсер, сведение - Рэнди Стауб — звукорежиссёр - Брайан Доббс — 2-й звукорежиссёр - Крис Тейлор — 2-й звукорежиссёр - Патрик Уитли — менеджер - Пит Ангелус — менеджер - Джордж Марино — мастеринг Оформление - Дэвид Ли Рот — концепция - Пит Ангелус — концепция - Джим Пеццулло — арт-директор, дизайн - Studio Seireeni — арт-директор, дизайн |

## Чарты
Альбом — Billboard (США)
| Год  | Чарт          | Позиция |
| ---- | ------------- | ------- |
| 1991 | Billboard 200 | 18      |

Синглы — Billboard (США)
| Год  | Сингл                 | Чарт                   | Позиция |
| ---- | --------------------- | ---------------------- | ------- |
| 1991 | "Sensible Shoes"      | Mainstream Rock Tracks | 6       |
| 1991 | "Tell the Truth"      | Mainstream Rock Tracks | 39      |
| 1991 | "A Lil' Ain't Enough" | Mainstream Rock Tracks | 3       |